# 皇家中学 (爱丁堡)

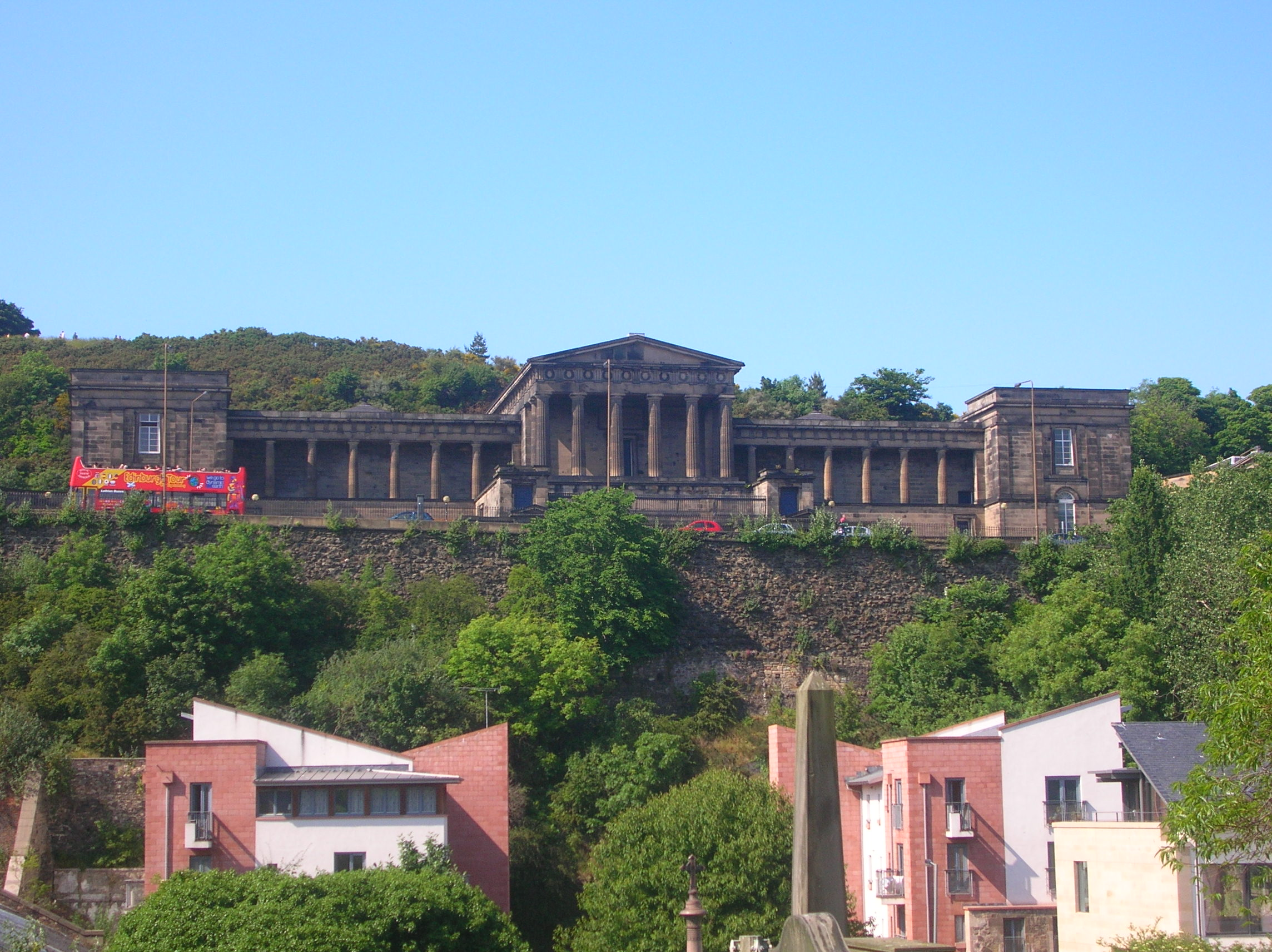
老皇家中学

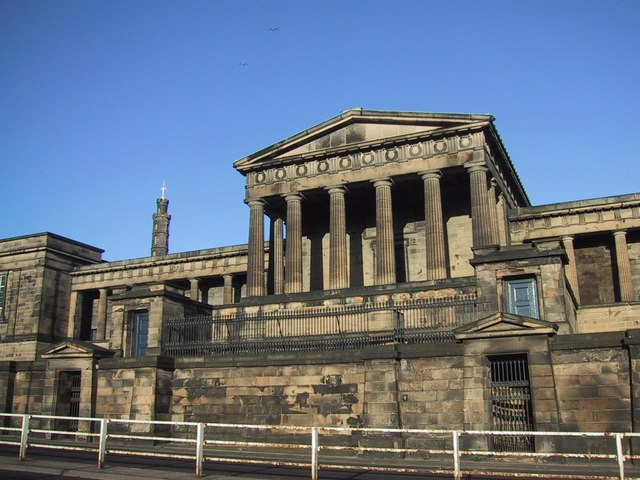
老皇家中学

老皇家中学（Old Royal High School）是爱丁堡的一座新古典主义建筑，得名于曾经设于此处的爱丁堡皇家中学。1978年以后，这座建筑也被一些官方文献称为“新议会大厦”（New Parliament House）。现在列为登录建筑加以保护。
它位于卡尔顿山南侧的摄政路（Regent Road），兴建于1826年到1829年，花费三万四千英镑，其中500英镑是乔治四世赠与，建筑师托马斯·汉密尔顿的设计以雅典的赫菲斯托斯神庙为蓝本，1866年亚历山大·汤姆森认为它和利物浦的圣乔治大厅是英国最优秀的两座建筑，是苏格兰希腊复兴建筑的杰作。
1968年皇家中学迁往巴顿的新校址后，这座建筑准备用来容纳提议中的苏格兰大会（Scottish Assembly），其大礼堂改为辩论厅，并因此在1970年代整修。但是，1979年苏格兰分权公投未能通过，1994年，苏格兰市议会从蘇格蘭事務部购得这座建筑。随着1997年苏格兰全民公决和1998年苏格兰法案顺利通过，在1999年推出苏格兰分权，老皇家中学再次酝酿作为新的苏格兰议会所在地（1707年大不列颠王国成立以前，爱丁堡原来的议会大厦位于旧城的皇家一英里，现在的最高民事法院。）。但苏格兰事务大臣唐纳德·杜瓦担心老皇家中学成为民族主义者的示播列，苏格兰事务部最终决定在荷里路德（Holyrood）另外新建一座苏格兰议会大厦。 批评者还认为，卡尔顿山的地点相对难以接近，缺乏足够的办公空间，将难以保证对恐怖袭击。
此后，对这座建筑的用途有许多建议。2004年，女王伊丽莎白二世的前皇家新闻秘书迈克尔·谢伊，将其作为苏格兰国家摄影中心。2010年2月，爱丁堡市议会宣布了一项计划，将出租这座建筑，用作酒店及公共美术馆，作为一个“艺术酒店”，费用估计为3500万英镑。市议会将保留房屋的所有权。